# Lespesia parva
Lespesia parva là một loài ruồi trong họ Tachinidae.